# Torneo Clausura 2003 (Guatemala)
El Torneo de Clausura 2003  fue el 8.º torneo corto del fútbol guatemalteco de la Liga Nacional en Guatemala, quedando como campeón el Comunicaciones.

## Equipos

### Equipos participantes
| Club                                   | Ciudad              | Departamento   | Estadio                            | Capacidad |
| -------------------------------------- | ------------------- | -------------- | ---------------------------------- | --------- |
| Antigua GFC                            | Antigua Guatemala   | Sacatepéquez   | Estadio Pensativo                  | 9.000     |
| Aurora Fútbol Club                     | Ciudad de Guatemala | Guatemala      | Estadio del Ejército               | 13.300    |
| Club Social y Deportivo Comunicaciones | Ciudad de Guatemala | Guatemala      | Estadio Cementos Progreso          | 17.000    |
| Club Social y Deportivo Municipal      | Ciudad de Guatemala | Guatemala      | Estadio del Trébol                 | 25.000    |
| Cobán Imperial                         | Cobán               | Alta Verapaz   | Estadio José Ángel Rossi           | 15.000    |
| Juventud Retalteca                     | Retalhuleu          | Retalhuleu     | Estadio Óscar Monterroso Izaguirre | 7.000     |
| Deportivo Marquense                    | San Marcos          | San Marcos     | Estadio Marquesa de la Ensenada    | 10.000    |
| Deportivo Teculután                    | Teculután           | Zacapa         | Estadio Julio Hector Paz           | 8.000     |
| Deportivo Zacapa                       | Zacapa              | Zacapa         | Estadio David Ordóñez Bardales     | 10.000    |
| Xelajú Mario Camposeco                 | Quetzaltenango      | Quetzaltenango | Estadio Mario Camposeco            | 10.000    |

### Equipos por Departamento
| Departamento   | N.º | Equipos                           |
| -------------- | --- | --------------------------------- |
| Guatemala      | 3   | Aurora, Comunicaciones, Municipal |
| Zacapa         | 2   | Teculutan, Zacapa                 |
| Alta Verapaz   | 1   | Cobán Imperial                    |
| Retalhuleu     | 1   | Juventud Retalteca                |
| Quetzaltenango | 1   | Xelajú                            |
| Sacatepéquez   | 1   | Antigua GFC                       |
| San Marcos     | 1   | Marquense                         |

## Fase de clasificación
|  | Pos. | Equipos            | PJ | PG | PE | PP | GF | GC | Dif. | PTS | Clasificación        |
|  | ---- | ------------------ | -- | -- | -- | -- | -- | -- | ---- | --- | -------------------- |
|  | 1.º  | Comunicaciones     | 18 | 13 | 2  | 3  | 37 | 14 | +23  | 41  | Semifinales          |
|  | 2.º  | Cobán Imperial     | 18 | 8  | 6  | 4  | 26 | 18 | +8   | 30  | Semifinales          |
|  | 3.º  | Municipal          | 18 | 7  | 6  | 5  | 37 | 28 | +9   | 27  | Acceso a semifinales |
|  | 4.º  | Antigua GFC        | 18 | 8  | 2  | 8  | 23 | 20 | +3   | 26  | Acceso a semifinales |
|  | 5.º  | Aurora             | 18 | 6  | 8  | 4  | 24 | 24 | 0    | 26  | Acceso a semifinales |
|  | 6.º  | Marquense          | 18 | 7  | 2  | 9  | 27 | 33 | -6   | 23  | Acceso a semifinales |
|  | 7.º  | Zacapa             | 18 | 7  | 2  | 9  | 22 | 38 | -16  | 23  |                      |
|  | 8.º  | Teculután          | 18 | 5  | 6  | 7  | 20 | 25 | -5   | 21  |                      |
|  | 9.º  | Xelajú MC          | 18 | 5  | 4  | 9  | 21 | 20 | +1   | 19  |                      |
|  | 10.º | Juventud Retalteca | 18 | 2  | 6  | 10 | 11 | 28 | -17  | 12  |                      |
|  |      |                    |    |    |    |    |    |    |      |     |                      |

## Líderes individuales

### Trofeo Botín de Oro
Posiciones Actuales.
| N.º | Jugador       | Goles | Penales | Equipo         |
| --- | ------------- | ----- | ------- | -------------- |
|     | Diego Latorre | 12    | 1       | Comunicaciones |

## Fase Final
|  | Clasificación a Semifinales | Clasificación a Semifinales | Clasificación a Semifinales | Clasificación a Semifinales | Clasificación a Semifinales |  |  | Semifinales | Semifinales    | Semifinales | Semifinales | Semifinales |  |  | Final | Final          | Final | Final | Final |
|  |                             |                             |                             |                             |                             |  |  |             |                |             |             |             |  |  |       |                |       |       |       |
|  |                             |                             |                             |                             |                             |  |  | 1           | Comunicaciones | 0           | 1           | 1           |  |  |       |                |       |       |       |
|  | 4                           | Antigua GFC                 | 2                           | 1                           | 3                           |  |  | 5           | Antigua GFC    | 0           | 1           | 1           |  |  |       |                |       |       |       |
|  | 5                           | Aurora                      | 2                           | 1                           | 3                           |  |  |             |                |             |             |             |  |  | 1     | Comunicaciones | 0     | 3     | 3     |
|  |                             |                             |                             |                             |                             |  |  |             |                |             |             |             |  |  | 2     | Cobán Imperial | 0     | 2     | 2     |
|  |                             |                             |                             |                             |                             |  |  | 2           | Municipal      | 0           | 2           | 2           |  |  |       |                |       |       |       |
|  | 3                           | Municipal                   | 0                           | 2                           | 2                           |  |  | 3           | Cobán Imperial | 0           | 3           | 3           |  |  |       |                |       |       |       |
|  | 6                           | Marquense                   | 1                           | 0                           | 1                           |  |  |             |                |             |             |             |  |  |       |                |       |       |       |

## Campeón
| Campeón - Clausura 2003      |
| Comunicaciones FC 21º Título |
| ---------------------------- |

## Tabla acumulada
|  | Pos. | Equipos            | PJ | PG | PE | PP | GF | GC | Dif. | PTS | Clasificación               |
|  | ---- | ------------------ | -- | -- | -- | -- | -- | -- | ---- | --- | --------------------------- |
|  | 1.º  | Comunicaciones     | 36 | 25 | 5  | 6  | 80 | 30 | +50  | 80  | Copa Interclubes UNCAF 2003 |
|  | 2.º  | Municipal          | 36 | 20 | 10 | 6  | 69 | 42 | +27  | 70  | Copa Interclubes UNCAF 2003 |
|  | 3.º  | Cobán Imperial     | 36 | 15 | 8  | 13 | 54 | 39 | +15  | 53  |                             |
|  | 4.º  | Aurora             | 36 | 11 | 15 | 10 | 46 | 45 | +1   | 48  |                             |
|  | 5.º  | Marquense          | 36 | 13 | 7  | 16 | 48 | 61 | -13  | 46  |                             |
|  | 6.º  | Zacapa             | 36 | 13 | 6  | 17 | 44 | 69 | -25  | 45  |                             |
|  | 7.º  | Antigua GFC        | 36 | 12 | 7  | 17 | 43 | 54 | -11  | 43  |                             |
|  | 8.º  | Xelajú MC          | 36 | 10 | 12 | 14 | 39 | 41 | -2   | 42  | Playoffs de descenso        |
|  | 9.º  | Teculután          | 36 | 10 | 10 | 16 | 41 | 52 | -11  | 40  | Playoffs de descenso        |
|  | 10.º | Juventud Retalteca | 36 | 6  | 10 | 20 | 30 | 61 | -31  | 28  | Descendido                  |
|  |      |                    |    |    |    |    |    |    |      |     |                             |

## Promocionales de Ascenso o Permanencia
| Local en la ida  | Global | Local en la vuelta | Ida   | Vuelta | Resultado                            |
| ---------------- | ------ | ------------------ | ----- | ------ | ------------------------------------ |
| Chimaltenango FC | 1 - 6  | Xelajú MC          | 0 - 3 | 1 - 3  | Xelajú permanece en Liga Nacional    |
| Universidad SC   | 3 - 4  | Teculután          | 2 - 1 | 1 - 3  | Teculután permanece en Liga Nacional |